# Franco Giorgetti
Franco Giorgetti (Resistencia, Chaco, 2 de diciembre de 1992) es un basquetbolista argentino que se desempeña como alero en Boca Juniors de la Liga Nacional de Básquet de Argentina.

## Trayectoria
Giorgetti comenzó a practicar baloncesto en el Hindú Club de Resistencia a los 6 años de edad. Destacado como jugador en las categorías formativas, integró selecciones juveniles del Chaco hasta que en 2008 fue reclutado por Estudiantes de Olavarría, club con el que disputó el torneo de la Asociación de Basquetbol Olavarria y el Campeonato Provincial de Básquetbol de Buenos Aires.
En agosto de 2010 fue incorporado a Peñarol de Mar del Plata,   donde pudo hacer su debut en la Liga Nacional de Básquet el 17 de octubre de ese año en un partido ante Boca Juniors. Permaneció en el club marplatense hasta 2017, participando de la conquista de tres títulos de la LNB (2010-11, 2011-12 y 2012-13), dos ediciones del Torneo Súper 8 (2011 y 2013) y la Copa Argentina de Básquet 2010. En 2012 fue galardonado con el Premio Clarín al Jugador de Básquetbol Revelación de ese año.
El 7 de julio del 2017 se confirmó su arribo a Gimnasia y Esgrima de Comodoro Rivadavia. Disputó cuatro temporadas de la LNB con el equipo de la Patagonia, jugando siempre como titular.
Gimnasia y Goes negociaron en abril de 2021 para que Giorgetti pudiese jugar a préstamo el tramo final de la XVIII edición de la Liga Uruguaya de Básquetbol. Sin embargo al término de la temporada rescindió su contrato con su anterior equipo y fichó con su nuevo club, quedándose de ese modo en el Uruguay.
Culminada su experiencia en tierras uruguayas, en julio de 2022 se sumó a los Dorados de Chihuahua de la LNBP de México, regresando en noviembre de ese año a la LNB de Argentina al ser contratado por Oberá. Sin embargo en julio de 2023 optó por regresar a la LUB de Uruguay, tras aceptar una oferta de Nacional.
En junio de 2024, Giorgetti se reincorporó a los Dorados de Chihuahua para reforzar al equipo en una nueva temporada de la LNBP. Culminada la temporada, en noviembre regresó a la Argentina, contratado como refuerzo de Boca Juniors de la Liga Nacional de Básquet.   El 17 de enero de 2025 consigue el título de la Supercopa de La Liga 2024. El 4 de marzo de 2025 se consagra campeón de la Copa Súper 20 2025 frente a Instituto de Córdoba. El 20 de julio de 2025 obtiene la Liga Nacional, por cuarta vez en su carrera, nuevamente frente a Instituto.

### Clubes
| Club                           | País      | Año             |
| ------------------------------ | --------- | --------------- |
| Estudiantes de Olavarría       | Argentina | 2008 - 2010     |
| Peñarol                        | Argentina | 2010 - 2017     |
| Gimnasia de Comodoro Rivadavia | Argentina | 2017 - 2021     |
| Goes                           | Uruguay   | 2021 - 2022     |
| Dorados de Chihuahua           | México    | 2022            |
| Oberá                          | Argentina | 2022 - 2023     |
| Nacional                       | Uruguay   | 2023 - 2024     |
| Dorados de Chihuahua           | México    | 2024            |
| Boca Juniors                   | Argentina | 2024 - Presente |

## Selección nacional
Giorgetti disputó el Campeonato Mundial de Baloncesto Sub-19 de 2011 como parte de un plantel en el que también estaban Patricio Garino, Marcos Delia y Luciano Massarelli. El equipo terminó en la cuarta ubicación, luego de ser derrotado por Serbia en semifinales.
En 2012 integró el seleccionado argentino que participó de la Copa Mundial de Baloncesto 3x3 en Grecia con el equipo masculino que terminó el torneo en la decimosegunda ubicación. 
Posteriormente comenzó a ser convocado a las preselecciones del equipo nacional de mayores, en una época en que se destacaban los jugadores de la Generación Dorada. Compitió en el Campeonato Sudamericano de Baloncesto de 2012 y en el Campeonato Sudamericano de Baloncesto de 2014, donde se consagró campeón y subcampeón respectivamente. Integró también el equipo que ganó la medalla de oro en los Juegos Suramericanos de 2014.  
El entrenador Sergio Santos Hernández lo convocó en octubre de 2017 para participar de las eliminatorias para acceder a la Copa Mundial de Baloncesto de 2019.

## Palmarés

### Campeonatos nacionales
- Actualizado hasta el 22 de abril de 2018.

| Título               | Club         | País      | Año     |
| -------------------- | ------------ | --------- | ------- |
| Liga Nacional        | Peñarol      | Argentina | 2010-11 |
| Liga Nacional        | Peñarol      | Argentina | 2011-12 |
| Liga Nacional        | Peñarol      | Argentina | 2013-14 |
| Supercopa de La Liga | Boca Juniors | Argentina | 2024    |
| Copa Súper 20        | Boca Juniors | Argentina | 2025    |
| Liga Nacional        | Boca Juniors | Argentina | 2024-25 |